# ぴよ将棋
ぴよ将棋（ぴよしょうぎ、Piyo Shogi）は、STUDIO-Kが提供する無料のAI対戦型将棋ゲームアプリ。又はそのWeb版サイト。

## 概要
システム設計・開発、スマホアプリ開発、システムコンサル、組込みシステム開発・販売を行ってきたSTUDIO-Kが開発を手掛けており、K-shogiに続き二つ目のAI対戦型将棋アプリである。無料のアプリでありながら、棋譜分析機能やAIの攻め・守り方・四十段階の強さ、細かい持ち時間設定などがあり、ライバルを想定した訓練や特定の分野を極めることができる。

## アプリ版
対局設定
先手と後手が指定可能。組み合わせは「コンピュータ vs コンピュータ」「コンピュータ vs プレイヤー」「プレイヤー vs コンピュータ」「プレイヤー vs プレイヤー」の四通り。コンピュータのレベルは全部で四十あり、アマチュア15級から七段まで幅広く初心者も熟練者でもやり込める。駒落ちも設定できる。
対局中
メニューから投了・中断する。棋譜を編集、保存、Twitter等に投稿することができる。ヒント機能のほか、戦型表示などあまりほかの将棋ソフトにはない機能がある。
棋譜ファイルを読み込む
.kif, .ki2, .kifu, .csaの棋譜ファイルであれば読み込み可能で、過去の履歴を辿って読み込むこともできる。同じくSTUDIO-Kが運営する棋譜検索サイトからファイルをアップロードすることもできる。クリップボードに張り付けたファイルをアップロードすることもできる。又、対局中の棋譜を拡張子を指定して保存・コピーし、セーブできる。
設定
駒音の種類(ピヨピヨ・パチーン・パチ)、音量、王手時に起きる効果(OFF・王手・ジャーン)に加え、千日手を指すか投了するかなどの細かい設定ができる。

## Web版
アプリ版の機能限定版。ブラウザで動作するためインストールは不要。